# 片科夫斯科耶湖
57°27′28″N 29°33′33″E / 57.45778°N 29.55917°E
片科夫斯科耶湖（俄语：Пеньковское），是俄羅斯的湖泊，位於該國西北部，由普斯科夫州負責管轄，處於傑多維奇區，面積0.9平方公里，集水區面積3.04平方公里，平均水深6.8米，最大水深18米。